# U-108 (1940)
| U-108                                                                                               | U-108 | U-108 |
| --------------------------------------------------------------------------------------------------- | --- | --- |
| U 108                                                                                               | | |
| | | |
| Емблема підводного човна U-108                                                                      | | |
| Верф                                                                                                | Deutsche Schiff- und Maschinenbau, AG Weser, Бремен | Deutsche Schiff- und Maschinenbau, AG Weser, Бремен |
| Під прапором                                                                                        | Третій Рейх | Третій Рейх |
| Належність                                                                                          | Крігсмаріне | Крігсмаріне |
| Порт приписки                                                                                       | Лор'ян | Лор'ян |
| Замовлення                                                                                          | 24 травня 1938 | 24 травня 1938 |
| Закладений                                                                                          | 27 грудня 1939 | 27 грудня 1939 |
| Спуск на воду                                                                                       | 15 липня 1940 | 15 липня 1940 |
| Введений до складу флоту                                                                            | 22 жовтня 1940 | 22 жовтня 1940 |
| Виведений зі складу флоту                                                                           | 18 серпня 1944 | 18 серпня 1944 |
| На службі                                                                                           | 1940—1944 | 1940—1944 |
| Загибель                                                                                            | 11 квітня 1944 року затоплений у бухті Штеттіна американськими бомбардувальниками                                                                                       | 11 квітня 1944 року затоплений у бухті Штеттіна американськими бомбардувальниками                                                                                       |
| Сучасний статус                                                                                     | піднятий та знову затоплений | піднятий та знову затоплений |
| Бойовий досвід                                                                                      | Друга світова війна Битва за Атлантику | Друга світова війна Битва за Атлантику |
| Проєкт                                                                                              | | |
| Тип ПЧ                                                                                              | великий океанський торпедний ДПЧ | великий океанський торпедний ДПЧ |
| Основні характеристики                                                                              | | |
| Швидкість (надводна)                                                                                | 18,2 вузла (33,7 км/год) | 18,2 вузла (33,7 км/год) |
| Швидкість (підводна)                                                                                | 7,3 (13,5 км/год) | 7,3 (13,5 км/год) |
| Робоча глибина занурення                                                                            | 100 м | 100 м |
| Гранична глибина занурення                                                                          | 230 м | 230 м |
| Дальність плавання                                                                                  | 64 милі (119 км) на швидкості 4 вузли (7,4 км/год) (у підводному положенні) 12 000 морських миль (22 000 км на швидкості 10 вузлів (19 км/год) (у надводному положенні) | 64 милі (119 км) на швидкості 4 вузли (7,4 км/год) (у підводному положенні) 12 000 морських миль (22 000 км на швидкості 10 вузлів (19 км/год) (у надводному положенні) |
| Екіпаж                                                                                              | 48 офіцерів та матросів | 48 офіцерів та матросів |
| Розміри                                                                                             | | |
| Довжина найбільша (по КВЛ)                                                                          | 76,50 м | 76,50 м |
| Ширина корпусу найб.                                                                                | 6,76 м | 6,76 м |
| Висота                                                                                              | 9,6 м | 9,6 м |
| Середня осадка (по КВЛ)                                                                             | 4,7 м | 4,7 м |
| Водотоннажність надводна                                                                            | 1051 т | 1051 т |
| Силова установка                                                                                    | | |
| Дизель-електрична: 2 дизельні двигуни MAN M 9 V 40/46 2 електродвигуни Siemens-Schuckert2 GU 345/34 | | |
| Гвинти                                                                                              | 2 | 2 |
| Потужність                                                                                          | 2 × 2200 к.с. (дизелі) 2 × 740 к.с. (електродвигуни) | 2 × 2200 к.с. (дизелі) 2 × 740 к.с. (електродвигуни) |
| Озброєння                                                                                           | | |
| Артилерія                                                                                           | 1 × 105-мм палубна гармата SK C/32 | 1 × 105-мм палубна гармата SK C/32 |
| Торпедно- мінне озброєння                                                                           | 4 носових і два кормових ТА. 22 торпеди або 44 міни TMA чи 66 TMB | 4 носових і два кормових ТА. 22 торпеди або 44 міни TMA чи 66 TMB |
| ППО                                                                                                 | 1 × 37-мм зенітна гармата SKC/30 2 (1 × 2) × 20-мм зенітні гармати FlaK 30                                                                                              | 1 × 37-мм зенітна гармата SKC/30 2 (1 × 2) × 20-мм зенітні гармати FlaK 30                                                                                              |

U-108 — німецький великий океанський підводний човен типу VII B, що входив до складу Військово-морських сил Третього Рейху за часів Другої світової війни. Закладений 27 грудня 1939 року на верфі Deutsche Schiff- und Maschinenbau, AG Weser у Бремені. Спущений на воду 15 липня 1940 року, а 22 жовтня 1940 року корабель увійшов до складу ВМС нацистської Німеччини.

## Історія служби
U-108 належав до серії німецьких підводних човнів типу IXB, великих океанських човнів, призначених діяти на далеких відстанях. Човнів цього типу було випущено 14 одиниць і вони дуже успішно та результативно проявили себе в ході бойових дій в Атлантиці. U-108 розпочав службу в складі 2-ї навчальної, а з 1 лютого 1941 року — після завершення підготовки — в бойовому складі цієї флотилії ПЧ Крігсмаріне.
З лютого 1941 року і до останнього походу у травні 1943 року U-108 здійснив 11 бойових походів в Атлантичний океан, в яких провів 476 днів. Підводний човен потопив 25 суден сумарною водотоннажністю 135 167 брутто-реєстрових тонн і один допоміжний крейсер (16 644 т).
11 квітня 1944 року під час авіанальоту був затоплений у бухті Штеттіна американськими бомбардувальниками. 17 липня 1944 року піднятий, але до строю не вводився. 24 квітня 1945 року був затоплений вдруге в річці Одер поблизу Свінемюнде.

## Перелік уражених U-108 суден у бойових походах
| №                                                               | Дата           | Назва           | Тип                          | Належність                              | Водотоннажність (брт) | Вантаж | Конвой        | Результат та координати                                                | Наслідки атаки для екіпажу        | Прим. |
| --------------------------------------------------------------- | -------------- | --------------- | ---------------------------- | --------------------------------------- | --------------------- | --- | ------------- | ---------------------------------------------------------------------- | --------------------------------- | ----- |
| Перший похід (15.02—12.03.1941, 26 діб; Вільгельмсгафен—Лор'ян) |                |                 |                              |                                         |                       | |               |                                                                        |                                   |       |
| 1                                                               | 22 лютого 1941 | Texelstroom     | суховантажне судно           | Нідерланди                              | 1 617                 | |               | потоплено 63°15′ пн. ш. 20°30′ зх. д. / 63.250° пн. ш. 20.500° зх. д.  | 25 (усі загинули)                 |       |
| 2                                                               | 28 лютого 1941 | Effna           | суховантажне судно           | Велика Британія                         | 6 461                 | 7516 тонн сталі та вантажних автомобілів                                                                                  |               | потоплено 61°30′ пн. ш. 15°45′ зх. д. / 61.500° пн. ш. 15.750° зх. д.  | 34 (усі загинули)                 |       |
| Другий похід (3.04—02.05.1941, 30 діб; Лор'ян—Лор'ян)           |                |                 |                              |                                         |                       | |               |                                                                        |                                   |       |
| 3                                                               | 13 квітня 1941 | «Раджпутана»    | допоміжний крейсер           | Військово-морські сили Великої Британії | 16 644                | | Конвой HX 117 | потоплено 64°50′ пн. ш. 27°25′ зх. д. / 64.833° пн. ш. 27.417° зх. д.  | 325 (42 загинули та 283 вціліли)  |       |
| Третій похід (25.05—7.07.1941, 44 доби; Лор'ян—Лор'ян)          |                |                 |                              |                                         |                       | |               |                                                                        |                                   |       |
| 4                                                               | 2 червня 1941  | Michael E.      | суховантажне судно-КАТ судно | Велика Британія                         | 7 628                 | баласт | Конвой OB 327 | потоплено 48°50′ пн. ш. 29°00′ зх. д. / 48.833° пн. ш. 29.000° зх. д.  | 51 (4 загинули та 47 вцілілих)    |       |
| 5                                                               | 8 червня 1941  | Baron Nairn     | суховантажне судно           | Велика Британія                         | 3 164                 | баласт | Конвой OB 328 | потоплено 47°35′ пн. ш. 39°02′ зх. д. / 47.583° пн. ш. 39.033° зх. д.  | 40 (один загиблий та 39 вцілілих) |       |
| 6                                                               | 8 червня 1941  | Dirphys         | суховантажне судно           | Грецьке королівство                     | 4 240                 | 6152 тонни антрациту | Конвой OB 328 | потоплено 47°44′ пн. ш. 39°02′ зх. д. / 47.733° пн. ш. 39.033° зх. д.  | 25 (6 загинуло та 19 вцілілих)    |       |
| 7                                                               | 10 червня 1941 | Christian Krohg | суховантажне судно           | Норвегія                                | 1 992                 | баласт | Конвой OB 329 | потоплено 47°03′ пн. ш. 42°15′ зх. д. / 47.050° пн. ш. 42.250° зх. д.  | 23 (усі загинули)                 |       |
| 8                                                               | 25 червня 1941 | Ellinico        | суховантажне судно           | Грецьке королівство                     | 3 059                 | | Конвой OG 65  | потоплено 51°00′ пн. ш. 41°00′ зх. д. / 51.000° пн. ш. 41.000° зх. д.  | ? (усі загинули)                  |       |
| 9                                                               | 25 червня 1941 | Nicolas Pateras | суховантажне судно           | Грецьке королівство                     | 4 362                 | баласт | Конвой OB 336 | потоплено 55°00′ пн. ш. 38°00′ зх. д. / 55.000° пн. ш. 38.000° зх. д.  | ? (усі загинули)                  |       |
| 10                                                              | 1 липня 1941   | Toronto City    | суховантажне судно           | Велика Британія                         | 2 486                 | баласт |               | потоплено 47°03′ пн. ш. 30°00′ зх. д. / 47.050° пн. ш. 30.000° зх. д.  | 43 (усі загинули)                 |       |
| П'ятий похід (9.12—25.12.1941, 17 діб; Лор'ян—Лор'ян)           |                |                 |                              |                                         |                       | |               |                                                                        |                                   |       |
| 11                                                              | 14 грудня 1941 | Cassequel       | суховантажне судно           | Португалія                              | 4 751                 | Генеральні вантажі, включаючи 900 балонів бензину                                                                         |               | потоплено 35°08′ пн. ш. 11°14′ зх. д. / 35.133° пн. ш. 11.233° зх. д.  | 57 (усі вціліли)                  |       |
| 12                                                              | 19 грудня 1941 | Ruckinge        | суховантажне судно           | Велика Британія                         | 2 869                 | 820 тонн хімікатів, 620 тонн деревини, 638 тонн харчових продуктів та 51 тонна недорогоцінного металу                     | Конвой HG 76  | потоплено 38°20′ пн. ш. 17°15′ зх. д. / 38.333° пн. ш. 17.250° зх. д.  | 41 (2 загинули та 39 вціліло)     |       |
| Шостий похід (8.01—4.03.1942, 56 діб; Лор'ян—Лор'ян)            |                |                 |                              |                                         |                       | |               |                                                                        |                                   |       |
| 13                                                              | 8 лютого 1942  | Ocean Venture   | суховантажне судно           | Велика Британія                         | 7 174                 | 9115 тонн харчових продуктів та чотири літаки на палубі, як вантаж                                                        |               | потоплено 37°05′ пн. ш. 74°46′ зх. д. / 37.083° пн. ш. 74.767° зх. д.  | 45 (31 загиблий та 14 вцілілих)   |       |
| 14                                                              | 9 лютого 1942  | Tolosa          | суховантажне судно           | Норвегія                                | 1 974                 | |               | потоплено 34°40′ пн. ш. 73°50′ зх. д. / 34.667° пн. ш. 73.833° зх. д.  | 22 (усі загинули)                 |       |
| 15                                                              | 12 лютого 1942 | Blink           | суховантажне судно           | Норвегія                                | 2 701                 | 3600 тонн фосфату |               | потоплено 35°00′ пн. ш. 72°27′ зх. д. / 35.000° пн. ш. 72.450° зх. д.  | 30 (24 загинули та 6 вціліло)     |       |
| 16                                                              | 16 лютого 1942 | Ramapo          | суховантажне судно           | Панама                                  | 2 968                 | баласт |               | потоплено 35°10′ пн. ш. 65°50′ зх. д. / 35.167° пн. ш. 65.833° зх. д.  | 40 (усі загинули)                 |       |
| 17                                                              | 18 лютого 1942 | Somme           | суховантажне судно           | Велика Британія                         | 5 265                 | генеральні вантажі | Конвой ON 62  | потоплено 35°30′ пн. ш. 61°25′ зх. д. / 35.500° пн. ш. 61.417° зх. д.  | 58 (усі загинули)                 |       |
| Сьомий похід (30.03—1.06.1942, 64 доби; Лор'ян—Лор'ян)          |                |                 |                              |                                         |                       | |               |                                                                        |                                   |       |
| 18                                                              | 25 квітня 1942 | Modesta         | суховантажне судно           | Велика Британія                         | 3 849                 | 5800 тонн бокситів |               | потоплено 33°40′ пн. ш. 63°10′ зх. д. / 33.667° пн. ш. 63.167° зх. д.  | 41 (18 загинули та 23 вціліло)    |       |
| 19                                                              | 29 квітня 1942 | Mobiloil        | танкер                       | США                                     | 9 925                 | баласт |               | потоплений 25°35′ пн. ш. 66°18′ зх. д. / 25.583° пн. ш. 66.300° зх. д. | 52 (усі вижили)                   |       |
| 20                                                              | 5 травня 1942  | Afoundria       | суховантажне судно           | США                                     | 5 010                 | 7700 тонн генеральних вантажів, включаючи бомби, динаміт, харчову продукцію, лісоматеріали та дорожньо-будівельну техніку |               | потоплено 19°59′ пн. ш. 73°26′ зх. д. / 19.983° пн. ш. 73.433° зх. д.  | 46 (усі вижили)                   |       |
| 21                                                              | 6 травня 1942  | Abgara          | суховантажне судно           | Латвія                                  | 4 455                 | цукор |               | потоплено 20°45′ пн. ш. 72°55′ зх. д. / 20.750° пн. ш. 72.917° зх. д.  | 34 (усі вижили)                   |       |
| 22                                                              | 20 травня 1942 | Norland         | танкер                       | Норвегія                                | 8 134                 | баласт | Конвой ON 93  | потоплений 31°22′ пн. ш. 55°47′ зх. д. / 31.367° пн. ш. 55.783° зх. д. | 48 (усі вижили)                   |       |
| Восьмий похід (13.07—10.09.1942, 60 діб; Лор'ян—Лор'ян)         |                |                 |                              |                                         |                       | |               |                                                                        |                                   |       |
| 23                                                              | 3 серпня 1942  | Tricula         | танкер                       | Велика Британія                         | 6 221                 | 8000 тонн сирої нафти | Конвой E 6    | потоплений 11°35′ пн. ш. 56°51′ зх. д. / 11.583° пн. ш. 56.850° зх. д. | 59 (48 загинули та 11 вижили)     |       |
| 24                                                              | 7 серпня 1942  | Breñas          | суховантажне судно           | Норвегія                                | 6 221                 | 3044 тонни генеральних вантажів                                                                                           |               | потоплено 8°38′ пн. ш. 53°45′ зх. д. / 8.633° пн. ш. 53.750° зх. д.    | 34 (1 загиблий та 33 вижили)      |       |
| 25                                                              | 17 серпня 1942 | Louisiana       | танкер                       | США                                     | 8 587                 | 92 514 барелів бензину та дизеля                                                                                          |               | потоплений 7°24′ пн. ш. 51°33′ зх. д. / 7.400° пн. ш. 51.550° зх. д.   | 49 (усі загинули)                 |       |
| Одинадцятий похід (1.04—16.05.1943, 46 діб; Лор'ян—Штеттін)     |                |                 |                              |                                         |                       | |               |                                                                        |                                   |       |
| 26                                                              | 19 квітня 1943 | Robert Gray     | суховантажне судно           | США                                     | 7 176                 | 8600 тонн загальновійськових запасів                                                                                      | Конвой HX 234 | потоплено 50°57′ пн. ш. 40°35′ зх. д. / 50.950° пн. ш. 40.583° зх. д.  | 62 (усі загинули)                 |       |